# Wolfsbane (album)
Wolfsbane è un album in studio del gruppo heavy metal inglese Wolfsbane, pubblicato nel 1994.

## Tracce
1. Wings - 4:21
2. Lifestyles of the Broke and Obscure - 3:47
3. My Face - 3:26
4. Money Talks - 4:25
5. Seen How It's Done - 4:36
6. Beautiful Lies - 3:36
7. Protect and Survive - 3:24
8. Black Machine - 3:13
9. Violence - 3:41
10. Die Again + Say Goodbye (traccia fantasma) - 13:23

## Formazione
- Blaze Bayley - voce
- Jason Edwards - chitarra
- Jeff Hately - basso
- Steve Ellet - batteria